# Simulium altayense
Simulium altayense es una especie de insecto del género Simulium, familia Simuliidae, orden Diptera.
Fue descrita científicamente por Cai en 2005.